# 大阪エース
株式会社大阪エース（おおさかエース、英: OSAKA ACE Co.,Ltd.）は、大阪府摂津市に本社を置き、石鹸や化粧品等の製造販売を行う企業。
自社ブランドを取り扱うほか、他の会社から依頼されるOEM製造も行っている。
また、ウレタン樹脂を活用した造形物の製造事業も行っており、化粧品用のオリジナル販売ツールの製造やアミューズメント施設等のデザイン装飾等を行っている。

## 沿革
- 1978年 創業
- 1985年 量販店向け家具什器製造の開始
- 2005年 化粧品製造及び販売許可の取得
- 2010年 本社移設、石鹸工房新設

## 主な製品
- 固形石鹸
  - 男十撫せっけん（オトナセッケン） ※2013年、関西広域連合主催のCRAFT14に選出された石鹸[要出典]。2018年度摂津優品に認定。
  - カメレオンソープ
  - アンサーソープ　※2016年、大阪製ブランドに認定。
- スキンケア用品
  - アンサーコスメ
  - コクーンハウス （十六和漢を配合したオリジナルコスメ）
- ボディケア用品
- OEM製造

など。